# Nacionalistes i Conservadors d'Estònia
Els Nacionalistes i Conservadors d'Estònia (en estonià: Eesti Rahvuslased ja Konservatiivid, ERK) són un partit polític de dretes d'Estònia fundat al 2024 a partir d'una escissió del Partit Popular Conservador d'Estònia.

## Història
Després de la baixada de suports a les eleccions legislatives de 2023, a l'EKRE es va suscitar un intens debat sobre si pacificar la retòrica del partit perquè resultés més moderada i adequada com a soci potencial de coalició de govern. Aviat es van formar dues visions oposades entorn la qüestió, els líders Martin Helme i Mart Helme amb el suport de nombrosos diputats es van oposar a la proposta, mentre que els parlamentaris Jaak Valge, Henn Põlluaas i l'eurodiputat Jaak Madison li van donar suport tàcitament. També ho va fer el futur candidat a les primàries d'EKRE Silver Kuusik, que plantejava millorar la democràcia interna del partit.
El 9 de juny de 2024, el dia de les eleccions al Parlament Europeu de 2024 a Estònia i una setmana abans de les primàries a EKRE, Martin Helme va acusar Valge i Põlluaas d'un intent de cop d'estat dins del partit durant el seu programa de ràdio setmanal, malgrat després va desestimar l'afirmació i va dir que "és perfectament natural que hi hagi més d'un candidat a la direcció".
Durant la nit electoral, Põlluaas i Madison van confirmar l'acusació de l'ex-membre de l'EKRE, Peeter Ernits, en que "la junta del partit va escoltar un discurs de Mart Helme en què va anunciar que Rússia estava fent una guerra santa a Ucraïna i que li donava suport". Dos dies després, aquesta informació va ser citada entre altres qüestions per a l'expulsió de Põlluaas, Valge i Kuusik del partit, acusats de danyar la reputació d'EKRE. Com a conseqüència, van abandonar el partit Jaak Madison, seguit dels diputats Alar Laneman, Leo Kunnas i Ants Frosch.
El 16 de juny de 2024, els membres expulsats de l'EKRE Helle Kullerkupp, Silver Kuusik, els diputats Henn Põlluaas, Jaak Valge, així com l'eurodiputat Jaak Madison, l'antic diputat Ruuben Kaalep i d'altres dissidents van anunciar la seva intenció de formar Nacionalistes i Conservadors d'Estònia. Tanmateix, al desembre del mateix any Põlluaas, Ernits i Frosch van abandonar el partit, citant conflictes interns i insatisfacció amb la direcció del partit, inclosa la manca de democràcia interna. Així, mantindrien només un diputat d'ERK al Riigikogu.